# Valderrey
Valderrey és un municipi de la província de Lleó a la comunitat autònoma de Castella i Lleó. Forma part de la comarca de Tierra de Astorga.

## Pedanies
- Castrillo de las Piedras
- Carral
- Barrientos de la Vega
- Valderrey
- Matanza
- Cuevas
- Bustos
- Tejados
- Curillas

## Demografia
| 1991 |  | 1996 |  | 2001 |  | 2004 |  | 2007 |
| ---- |  | ---- |  | ---- |  | ---- |  | ---- |
| 781  |  | 692  |  | 632  |  | 580  |  | 574  |